# 빈 분리파 전시관

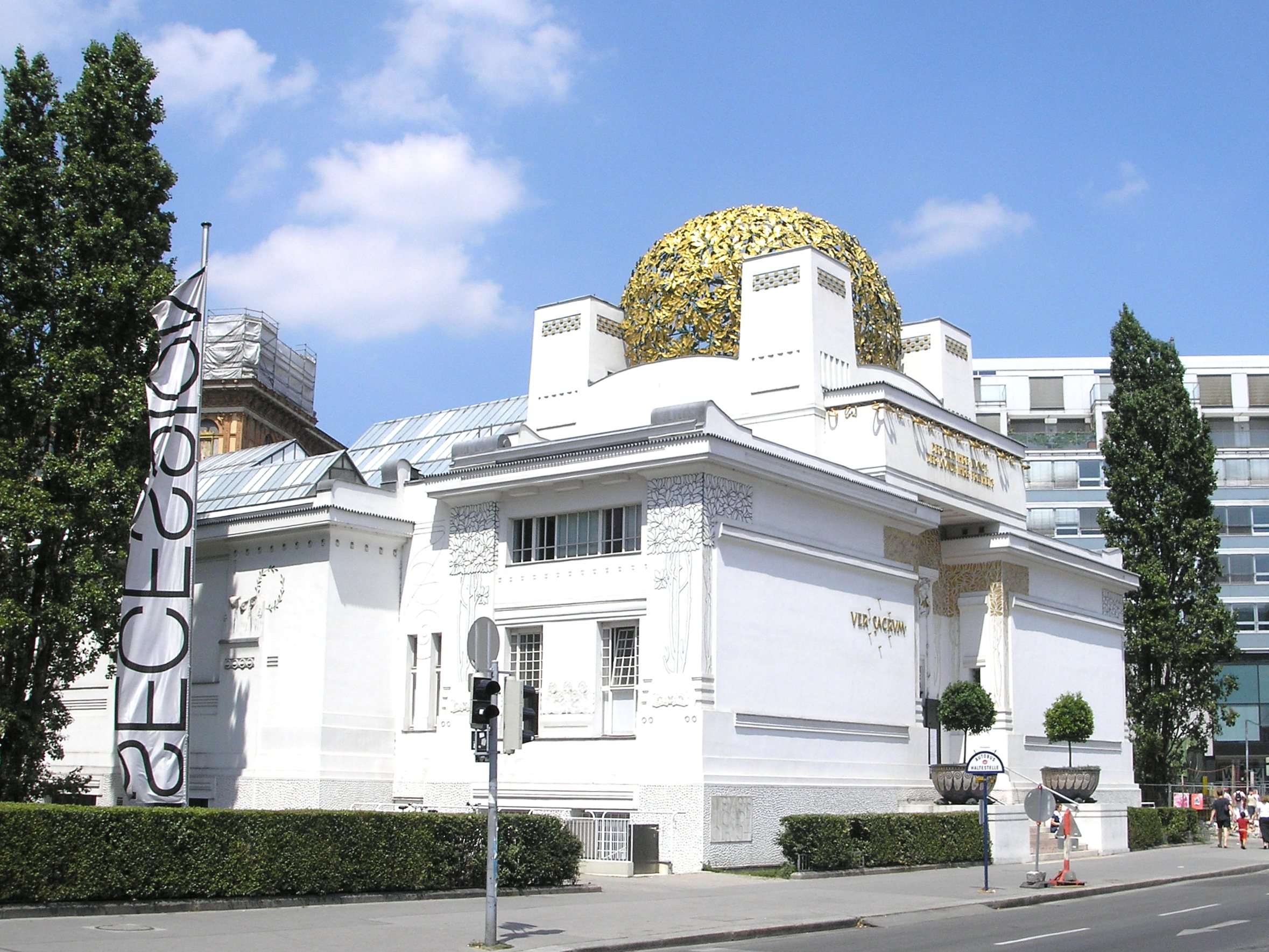
빈 분리파 전시관

빈 분리파 전시관(독일어: Wiener Secessionsgebäude)은 빈 분리파의 작품 전시를 위해 1897년 지어진 전시관이다. 요제프 마리아 올브리히가 설계하였고, 루트비히 비트겐슈타인의 아버지이자 19세기에 가장 부유한 기업인이었던 카를 비트겐슈타인이 재정을 지원하였다.
빈 분리파는 19세기 말 빈의 주류 미술계에 대해 반대하여 결성된 미술가 그룹으로 구스타프 클림트, 에곤 실레, 오스카 코코슈카 등이 참여하였다. 클림트는 카를 비트겐슈타인의 딸 마르가레트 스톤보로 비트겐슈타인의 초상을 그리기도 하였다.

## 작품

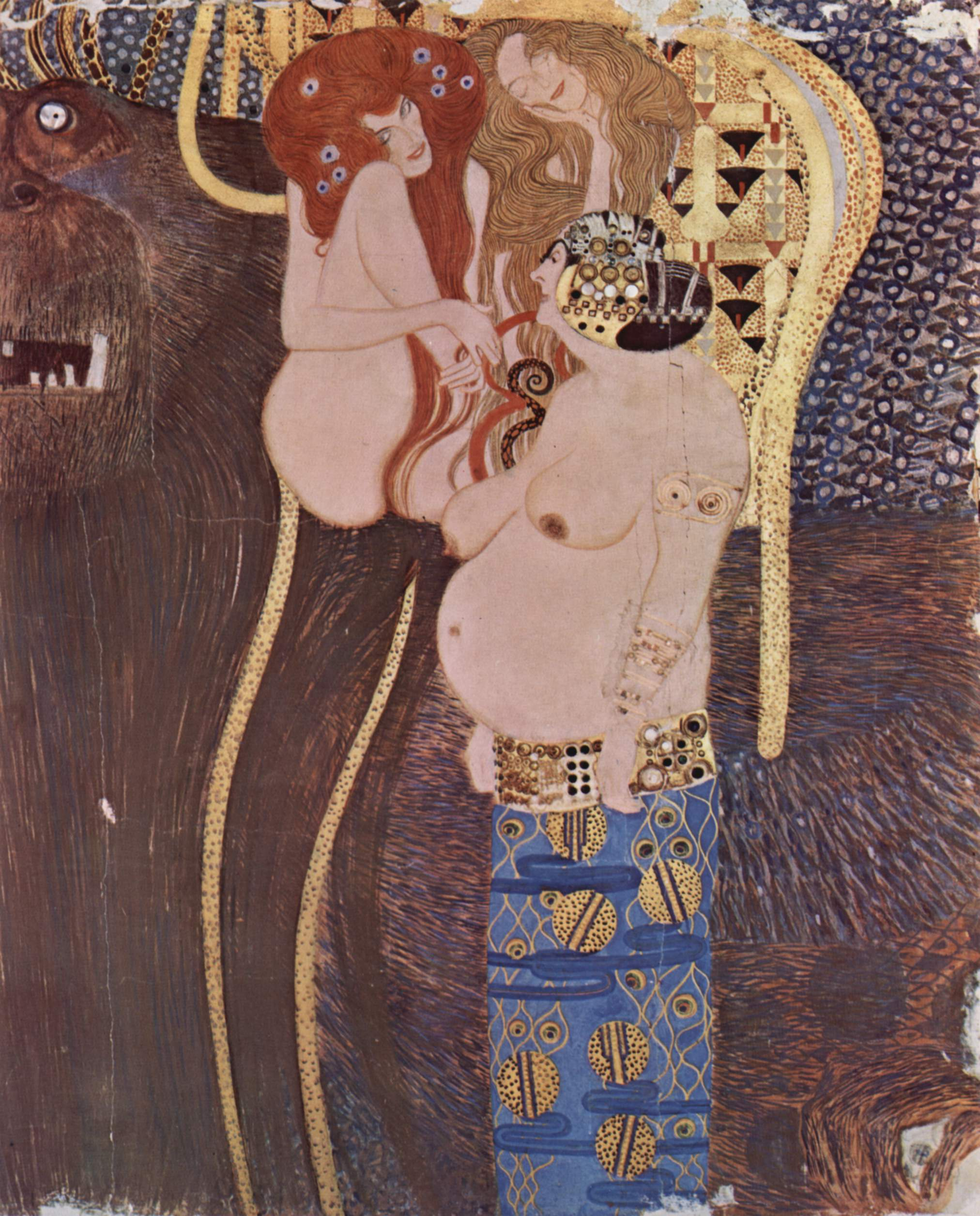
구스타프 클림트 작, 〈베토벤프라이스〉
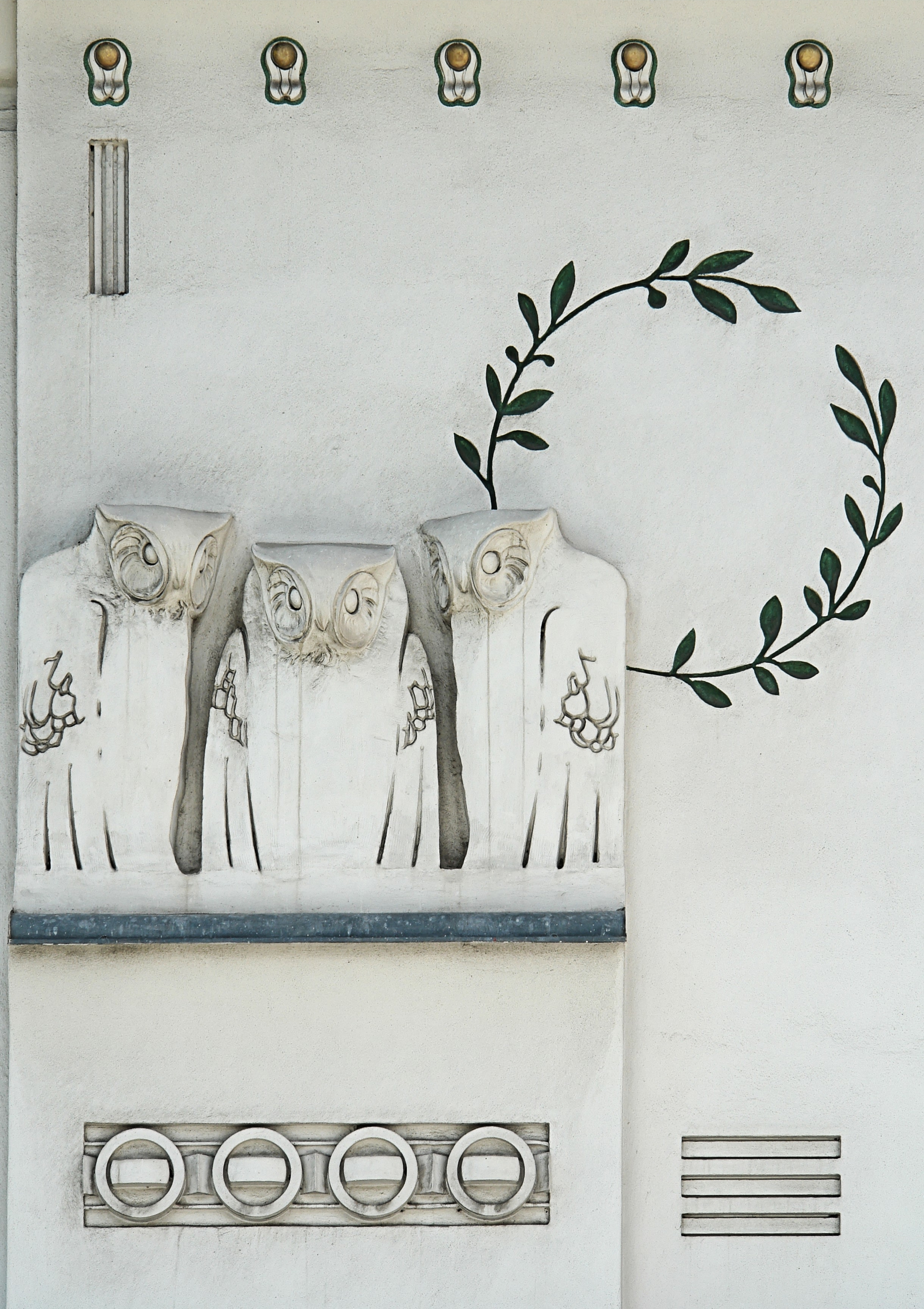
콜로만 모제르 작, 〈유겐트스틸 부엉이〉

## 같이 보기
- 분리파
- 유겐트슈틸 (Jugendstil)